# Liste des monuments de Tanger
Ceci est une liste des monuments classés par le ministère de culture marocain aux alentours de Tanger.
| Identifiant monument         | Site                     | Monument                                        | Adresse            | Date de classement | Décret | Coordonnées                        | Illustration                                    |                       |
| ---------------------------- | ------------------------ | ----------------------------------------------- | ------------------ | ------------------ | ------ | ---------------------------------- | ----------------------------------------------- | --------------------- |
| pc_architecture/sanae:160005 | Tanger et Tanger-Tétouan | grottes d'Hercule                               |                    |                    |        | 35° 45′ 37″ nord, 5° 56′ 21″ ouest | grottes d'Hercule                               | Télécharger une image |
| pc_architecture/sanae:360008 | Tanger                   | Petit Socco (en)                                |                    |                    |        | 35° 47′ 08″ nord, 5° 48′ 38″ ouest | Petit Socco (en)                                | Télécharger une image |
| pc_architecture/sanae:350002 | Tanger                   | phare du Cap Spartel                            |                    |                    |        | 35° 47′ 28″ nord, 5° 55′ 26″ ouest | phare du Cap Spartel                            | Télécharger une image |
| pc_architecture/sanae:100021 | Tanger                   | cathédrale Notre-Dame-de-l'Assomption de Tanger |                    |                    |        | 35° 46′ 55″ nord, 5° 49′ 04″ ouest | cathédrale Notre-Dame-de-l'Assomption de Tanger | Télécharger une image |
| pc_architecture/sanae:320011 | Tanger                   | Dar el Makhzen (Tanger) (en)                    |                    |                    |        | 35° 47′ 19″ nord, 5° 48′ 46″ ouest | Dar el Makhzen (Tanger) (en)                    | Télécharger une image |
| pc_architecture/sanae:360009 | Tanger                   | place du Grand 9 Avril 1947 (en)                |                    |                    |        | 35° 47′ 03″ nord, 5° 48′ 48″ ouest | place du Grand 9 Avril 1947 (en)                | Télécharger une image |
| pc_architecture/sanae:050024 | Tanger                   | Borj Es-Salam (d)                               |                    |                    |        | 35° 47′ 14″ nord, 5° 48′ 34″ ouest | Image manquante Téléverser                      | Télécharger une image |
| pc_architecture/sanae:260630 | Tanger                   | synagogue Abraham Toledano (d)                  | Rue des Synagogues |                    |        | 35° 47′ 06″ nord, 5° 48′ 43″ ouest | synagogue Abraham Toledano (d)                  | Télécharger une image |
| pc_architecture/sanae:100005 | Tanger                   | église espagnole (en)                           |                    |                    |        | 35° 47′ 07″ nord, 5° 48′ 41″ ouest | église espagnole (en)                           | Télécharger une image |
| pc_architecture/sanae:050025 | Tanger                   | Borj El Marsa (d)                               |                    |                    |        | à géolocaliser                     | Image manquante Téléverser                      | Télécharger une image |
| pc_architecture/sanae:390071 | Tanger                   | Porte de la Médina (d)                          |                    |                    |        | à géolocaliser                     | Image manquante Téléverser                      | Télécharger une image |
| pc_architecture/sanae:390070 | Tanger                   | Bab el-Bhar (d)                                 |                    |                    |        | 35° 47′ 20″ nord, 5° 48′ 44″ ouest | Bab el-Bhar (d)                                 | Télécharger une image |
| pc_architecture/sanae:280029 | Tanger-Assilah           | Assilah                                         |                    |                    |        | 35° 28′ 00″ nord, 6° 02′ 00″ ouest | Assilah                                         | Télécharger une image |